# Arroyo de los Chanchos
Der Arroyo de los Chanchos ist ein im Süden Uruguays gelegener Fluss.
Er entspringt im Westen des Departamento Lavalleja ca. sieben Kilometer südlich von Estación Solís und rund drei Kilometer südöstlich des Cerro Gordillo, einige hundert Meter westlich der dort verlaufenden Ruta 8. Von dort fließt er zunächst in west- bis südwestliche Richtung, um sich anschließend seinen Weg nach Süden zu bahnen. Dort mündet er als linksseitiger Nebenfluss auf der Grenze zum Nachbardepartamento Canelones in den Arroyo Solís Grande.
→ Siehe auch: Liste der Flüsse in Uruguay